# Melodiile străzii
Melodiile străzii este un film românesc din 1965 regizat de Pantelie Tuțuleasa.